# VDONext
VDONext，又稱V壹網，是一個創作生活短片的視像資訊網站，亦是香港上市公司壹傳媒集團（港交所：0282）全資附屬機構。網站提供一站式視聽資娛，迎合現代生活視像化潮流，內容包括娛樂、烹飪、美容、數碼科技、笑話、生活冷知識加通識、親子、星座及生肖運程動畫等內容。在《蘋果日報》的報紙版及網絡版內容中均加入部分VDONext的內容連結，用以提供延伸閱讀。
在2010年，VDONext的內容更伸展至流動平台，先後推出手機版網頁、VDONext iPhone App及iPad App，同時還與Sony達成協議，率先將本地的網上視頻內容，透過Sony BRAVIA TV內置的網絡影片播放功能（Internet Video），將VDONext的節目帶入觀眾的客廳中。

## 節目
目前VDONext設有9個生活頻道，節目內容均以廣東話為主：
- 私家廚房 - 你都煮得喜
- 完美主義 - 人人學靚o的
- 紅場 - 肯定娛樂 未必八卦 添加文化
- 數碼達人 - AV潮流 逐一解構
- 百答教室 - 急救疑難 解答問號
- 黐笑台 - 爆笑爛gag惡搞喪膠盡地一煲
- 媽B台 - 親兒育女 百科全片
- 逐個祝 - V-card自己做 唔send冇朋友
- 吉卜台 - 今日大吉定Bad luck 過癮動畫做過你睇

## 發展歷史
- 2009年9月：正式推出以VDONext，V壹網商標命名的網站(www.vdonext.com)。
- 2010年4月：與Sony Corperation of Hong Kong合作，透過Sony BRAVIA NX及EX全新高清電視系列的內置網絡影片功能播放VDONext的節目。
- 2010年5月：與電訊盈科達成協議，提供內容給eye及eye 2家居無線多媒睇。
- 2010年6月：VDONext手機版網頁面世。
- 2010年7月：推出VDONext iPhone App。
- 2010年9月：VDONext誔生一周年，創作了超過1,000個節目，每月瀏覽人次近100萬。
- 2010年11月：VDONext iPad App登場。
- 2012年5月：因VDONext長期虧損，故決定不再更新節目，因此遣散整個製作隊。
- 2012年7月：VDONext網站正式關閉。